# هوديان (خبر بافت)
هودیان (بالفارسية: هودیان) هي قرية تقع في إيران في Khabar Rural District.